# Alexander Scultetus
Alexander Scultetus, auch Alexander Sculteti (* um 1485 in Dirschau, Königlich Preußen; † um 1564 in Rom) war Domherr und Kanzler des Kapitels von Ermland, Historiker und Kartograph.

## Leben und Werk
Nach Abschluss der Schule in Dirschau studierte Scultetus an der Krakauer Akademie die Rechte und Theologie. Er wurde zum Priester geweiht, nachdem er in den Rechtswissenschaften promoviert hatte. Im Jahr 1509 begann Scultetus als Notar in der päpstlichen Kurie, zehn Jahre später erfolgte seine Ernennung zum Domherren (Canon) am Kapitel des Bistums Ermland in Frauenburg. Sein Vorgänger Bernhard Korner hatte das Amt von Andreas Copernicus (auch: Koppernigk), dem Bruder des Nicolaus Copernicus, übernommen. Scultetus wurde enger Mitarbeiter des Nicolaus Copernicus. 1530 bis 1539 war Scultetus Sekretär des Domkapitels; er erhob Einwände gegen eine Bischofswürde von Johannes Dantiscus und Stanislaus Hosius. Zusätzlich zu der Stelle im Ermland war er Domherr in Dorpat und Reval. Als Wissenschaftler war er auch auf dem Gebiet der Geschichte und Geographie tätig und gilt als Autor der ersten Karten von Livland. 
Scultetus war ein Verfechter der von Martin Luther initiierten Reformation und geriet daher zunächst in Konflikt mit dem Domkapitel und anschließend mit der Inquisition. Im Jahr 1540 wurde er durch Johannes Dantiscus der Ketzerei beschuldigt und von König Sigismund I. aus Polen ausgewiesen. Scultetus ging nach Rom, wurde dort von der Inquisition verurteilt und verbrachte drei Jahre als Gefangener in der Engelsburg. Auf Bestreben einiger Kardinäle wurde Scultetus jedoch im Jahr 1544 wieder freigesprochen und nach dem Tod von Dantiscus auch rehabilitiert. Die Zeit bis zu seiner Rehabilitierung verbrachte Scultetus in Rom, wo auch die Chronographia, sive annales omnium fere regum, principum erschien, die als die erste chronologische Zusammenfassung der Ereignisse und historischen Herrscher der Welt gilt. Auf unterschiedlichen Angaben zu deren Veröffentlichung gehen Stefan Kirschner und Andreas Kühne in ihren biographischen Studien zu Nicolaus Copernicus näher ein.
In späteren Jahren wurde Scultetus, seit 1548 wieder als Domherr eingesetzt, erneut verhaftet und kurz darauf freigesprochen.

## Schriften
- Alexander Scultetus: Catalogus rerum Pruthenicarum, praesertim Warmiensium. 1529 (gilt als verloren).
- Alexander Scultetus: Chronographia, sive Annales omnium fere regum, principum et potentatuum ab orbe condito usque ad hunc annum Domini 1545. Girolamo Cartolari, Rom 1546 (digitale-sammlungen.de).